# Tabajdi Csaba
Tabajdi Csaba Sándor (Kiskunfélegyháza, 1952. június 26.) magyar közgazdász, diplomata, szocialista politikus, 1990 és 2004 között országgyűlési képviselő, 2004-ben az Európai Parlament (EP) tagjává választották.

## Élete
Szankon végezte az általános iskoláit, majd Kiskunfélegyházán leérettségizett. Kiváló eredményeket ért el az országos középiskolai tanulmányi versenyeken orosz nyelvből és történelemből. 
1974-ben a Marx Károly Közgazdaságtudományi Egyetem nemzetközi kapcsolatok szakán szerzett diplomát. 1974-75 és 1981–1983 között a Külügyminisztérium előadója volt. Ezekben az években hét éven át volt a moszkvai Magyar Nagykövetség kultúrattaséja.
1983-1989 között az MSZMP KB külügyi osztályán dolgozott, 1986-tól alosztályvezető, majd 1987-től 1989-ig helyettes osztályvezető beosztásban. 1989–1990-ben a Minisztertanács Nemzeti és Etnikai Kisebbségi Kollégiuma Titkárságának vezetője volt.
1990 májusában, az Antall-kormány megalakulása után a miniszterelnök felmentette állásából, és
ezután mintegy öt hónapig munkanélküli volt. 1990. október 15-én országgyűlési képviselő lett.

## Politikai pályája
1990–2004 között a Magyar Szocialista Párt (MSZP) országgyűlési képviselőjeként tevékenykedett. 1991-től tagja volt az Európa Tanács Parlamenti Közgyűlése szocialista-szociáldemokrata frakciójának. 1994-98-ig a Miniszterelnöki Hivatal politikai államtitkára.  1994–1995 és 1998–2004 között az Európa Tanács Parlamenti Közgyűlésébe, illetve 1998-tól a Nyugat-európai Unió (NYEU) Közgyűlésébe delegált magyar küldöttségek tagja, majd 2002-től vezetője volt. 2004–2009 között európai parlamenti képviselőként az MSZP EP-delegáció vezetőjeként tevékenykedett. A 2009-es EP-választásokon ismét az Európai Parlament tagjává választották. Az MSZP négyfős európai parlamenti (EP) delegációja Tabajdi Csabát választotta meg a csoport vezetőjének.

## Főbb művei
- Látlelet a magyarországi cigányság helyzetéről; Miniszterelnöki Hivatal, Bp., 1996
- Az önazonosság labirintusa. A magyar kül- és kisebbségpolitika rendszerváltása; CP Stúdió, Bp., 1998
- Szolgálat és számvetés, 2004–2008. Európai Parlament Mezőgazdasági Bizottság; s.n., s.l., 2009

## Díjai, elismerései
- Báthory-díj (2006)[2]